# Улица Гризодубовой (Мелитополь)
Улица Гризодубовой (укр. Вулиця Гризодубової) — улица в Мелитополе, одна из центральных улиц Микрорайона, через которую идёт основной транспортный поток на вокзал.
Начинается у школы № 23, между улицами Гетмана Сагайдачного и Чайковского, неподалёку от вокзала. Идёт к улице Ломоносова и далее к проспекту 50-летия Победы, заканчиваясь Т-образным перекрёстком у Рижского рынка. На улице расположены школы № 14, 15 и 19, Привокзальный рынок и супермаркет АТБ.
Улица получила имя в честь лётчицы Валентины Гризодубовой, совершившей в 1938 году Беспосадочный перелёт Москва — Дальний Восток. Улица впервые упоминается 20 декабря 1946. Именами членов экипажа Гризодубовой, второго пилота Полины Осипенко и штурмана Марины Расковой, также названы улицы Мелитополя.